# Антоний (Паропулос)
Епископ Антоний (англ. Bishop Antonius, в миру Аллен Паропулос, англ. Allen Paropulos; род. 15 января 1953, Джерси-Сити, Нью-Джерси) — архиерей Константинопольской православной церкви, епископ Фасианский (с 2002), викарий Американской архиепископии.

## Биография
Родился 15 января 1953 года в Джерси-Сити в США, в семье понтийских греков.
Окончил колледж Святого Петра, получив степень бакалавра. С 1976 по 1979 годы обучался в богословской школе Святого Креста в Бруклайне, где получил степень магистра. С 1980 по 1984 годы обучался Эллинском колледже по окончании которого занял должность председателя LOGOSa.
18 августа 1985 года был хиротонисан во диакона и проходил своё служение при архиепископе Нью-Йоркском Иакове (Кукузисе).
3 декабря 1989 года состоялась его хиротония во пресвитера, а 24 февраля 1991 года он был возведён в достоинство архимандрита. До 1992 года проживал в Греции.
В 1992 году вернулся в США, где до 1995 года был настоятелем греческого прихода в Бронксе.
В 1996 году возглавил Отдел социального служения в Американской архиепископии.
23 февраля 2002 года был хиротонисан во епископа Фасианского, викария Американской архиепископии.